# Lakier taninowy
Lakier taninowy, farm. vernix tannatum, syn. collodium tannatum – preparat galenowy do użytku zewnętrznego, sporządzany w zakresie receptury aptecznej, według przepisu oficynalnego. Jest 5% roztworem taniny w vehiculum tworzącym lakier.
Skład:
Acidi tannici 5,0 (tanina)
90% Spir. Vini 15,0 (spirytus 90%)
4% Collodi 80,0 (kolodium)
M.f.sol.
Technika sporządzenia:
Taninę rozpuścić (nie podgrzewając) w 90% etanolu, dodać do kolodium.

## Działanie i zastosowanie
Preparat wykazuje działanie miejscowo ściągające i przeciwwzapalne (adstrignens et antiphlogisticum localium). Stosowany do opatrywania skaleczeń (ran ciętych, otarć) oraz w odczynach skóry po ukąszeniach owadów (w tym zmian "rozdrapanych").
Podobnym preparatem jest lakier Nowikowa.